# 樹瘤

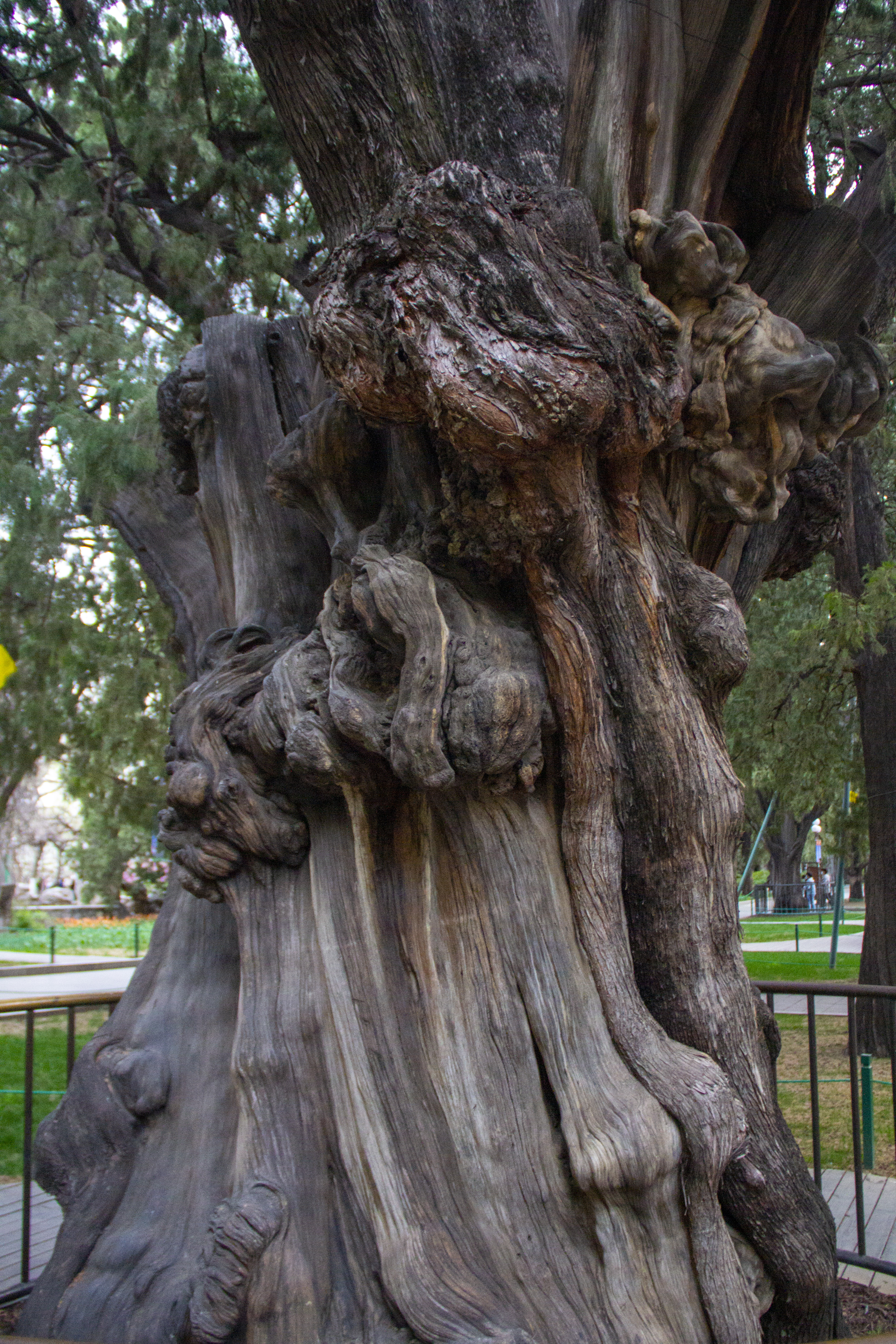
天安门西侧的中山公园内有七棵千年古柏，上面有很多树瘤。

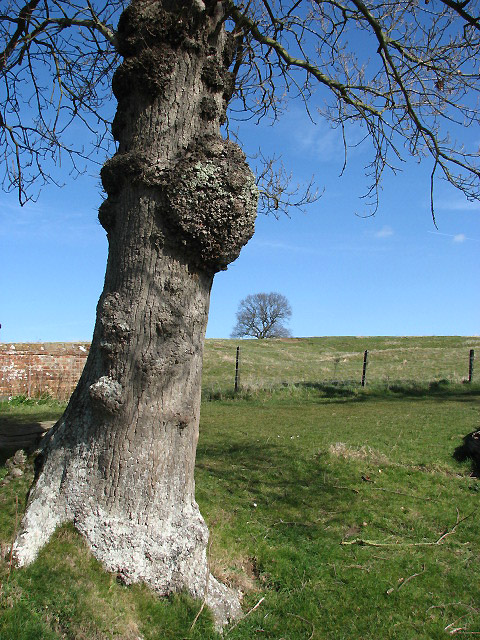
一般圓形的樹瘤（攝於英國諾福克郡）。

樹瘤為大量芽體所構成的球型結構。此類異常的細胞在生長季節中異常增生快速且持續的時間長。

## 成因
樹瘤是樹木維管形成層中木質部的分裂異常所造成的，分裂時分裂方向不具規律性。導致原因為外部因子（細菌，病毒，真菌感染，可能是一些昆蟲感染）干擾賀爾蒙所導致。

## 圖庫

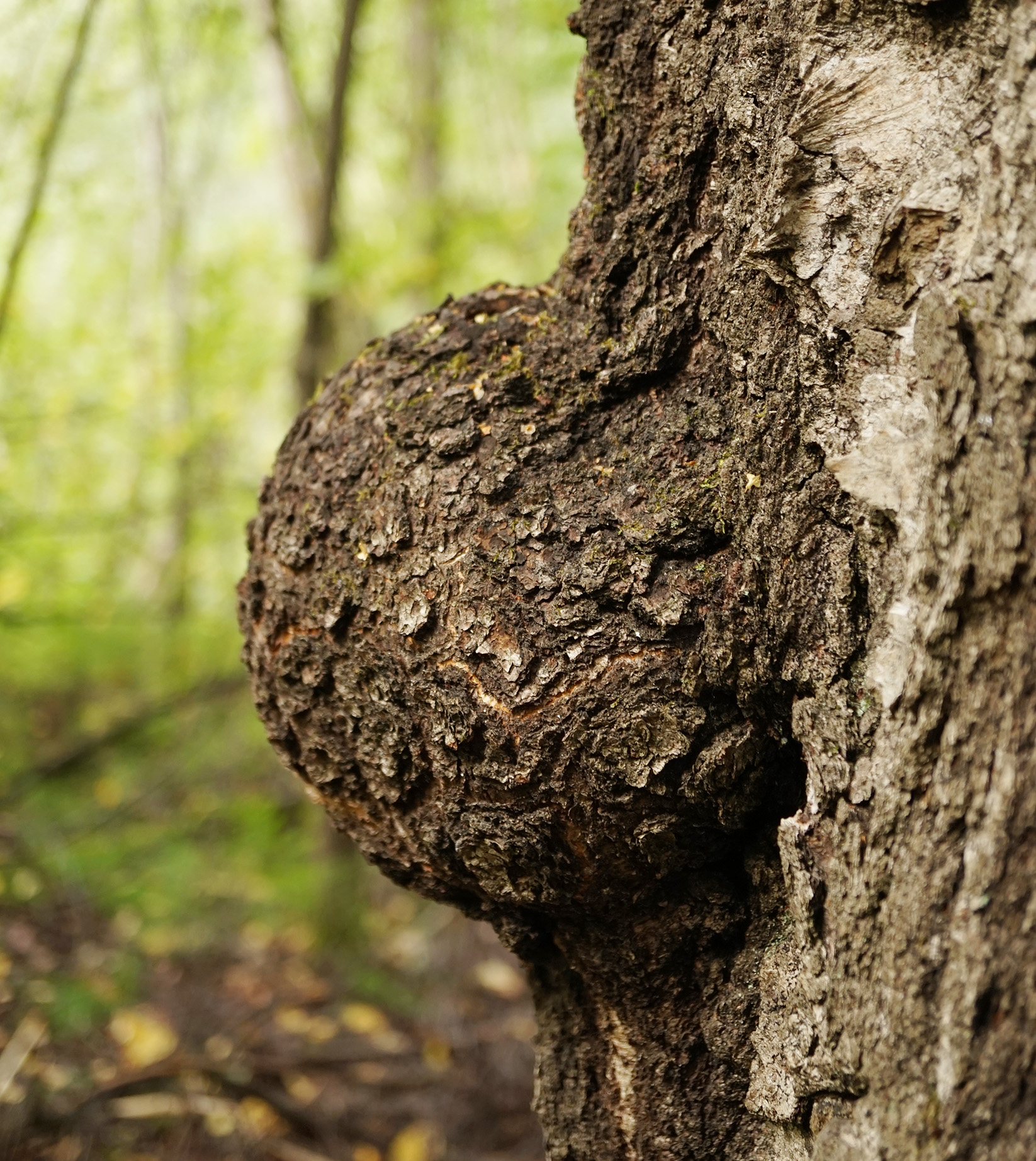
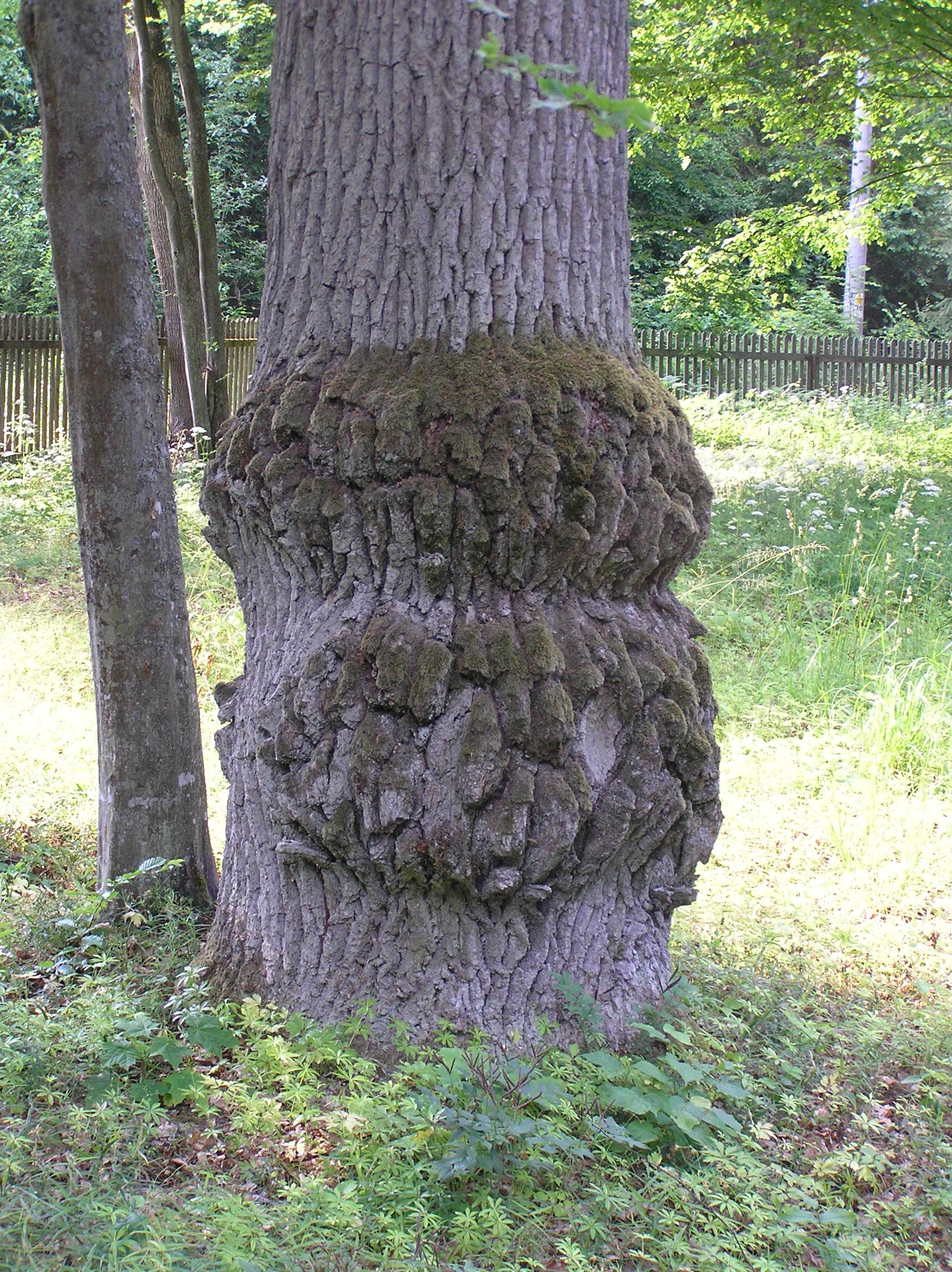
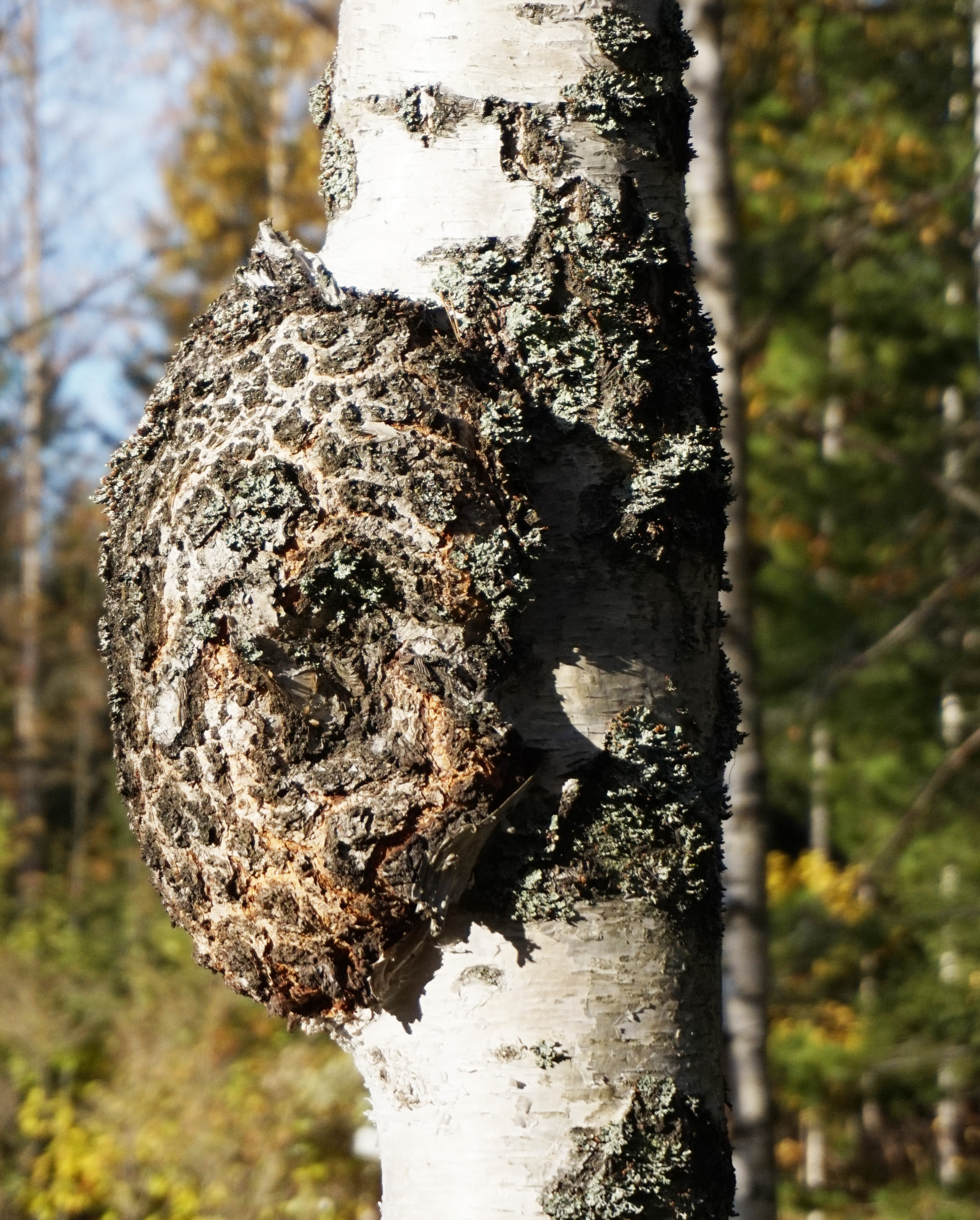
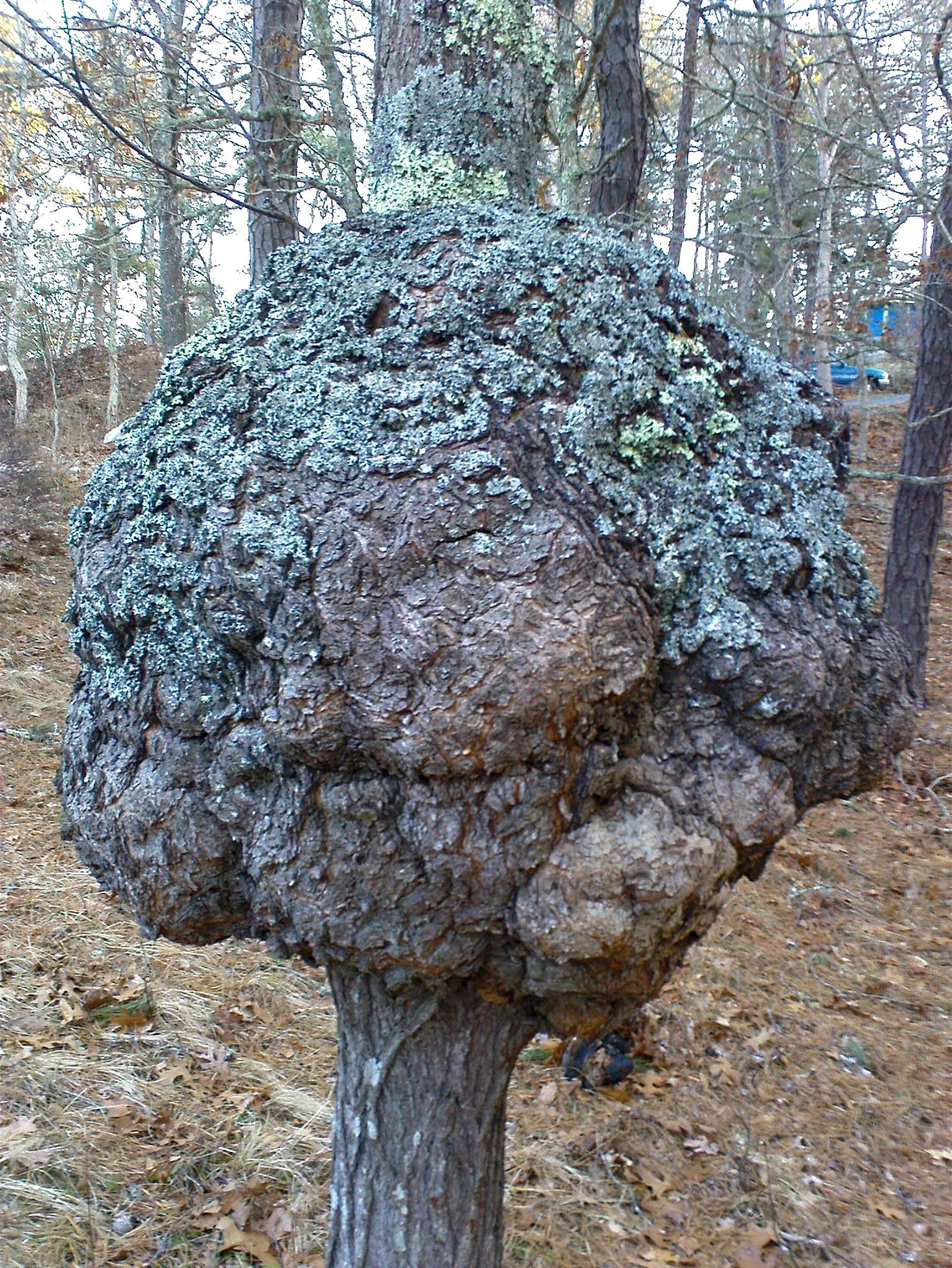
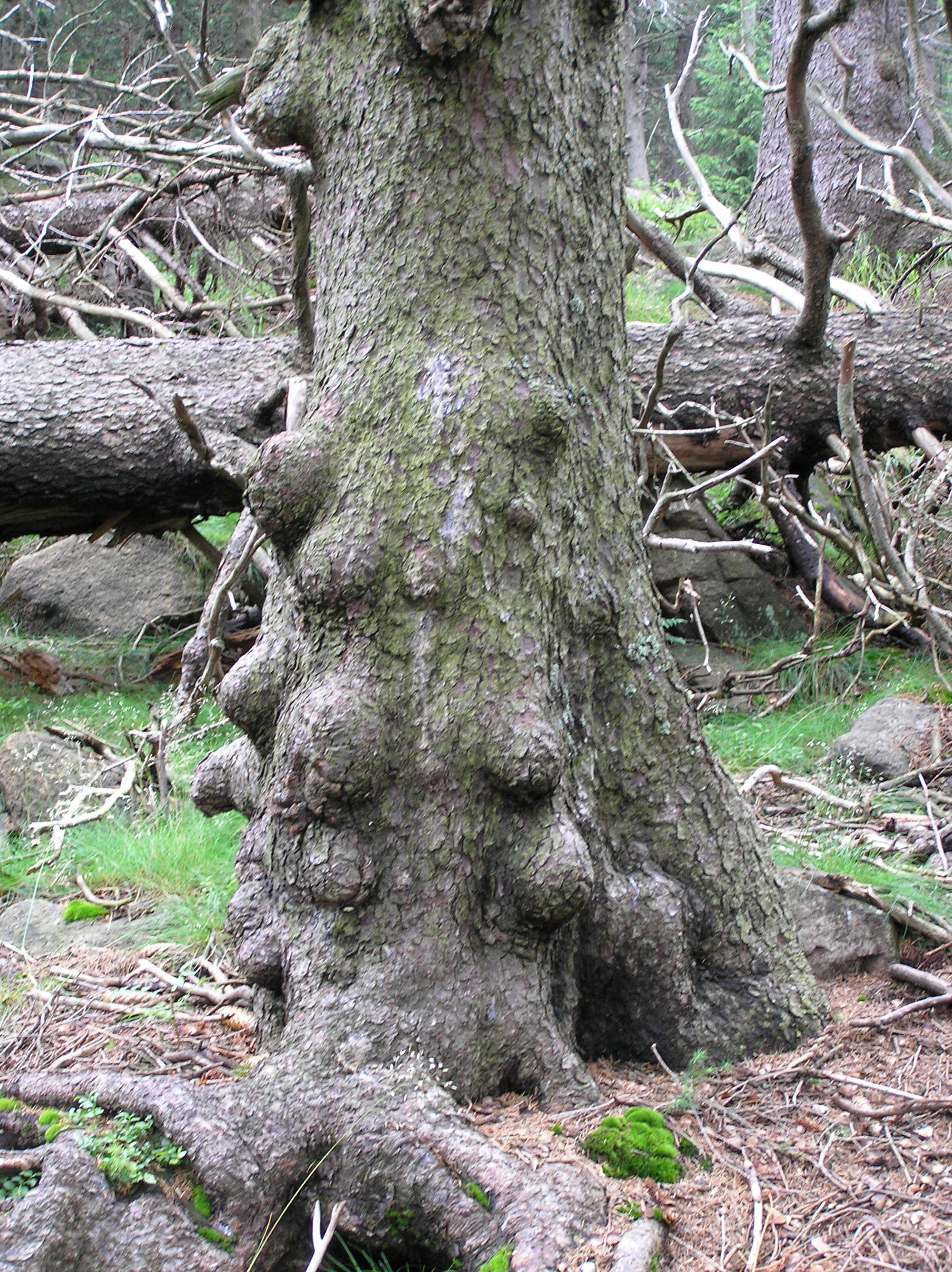
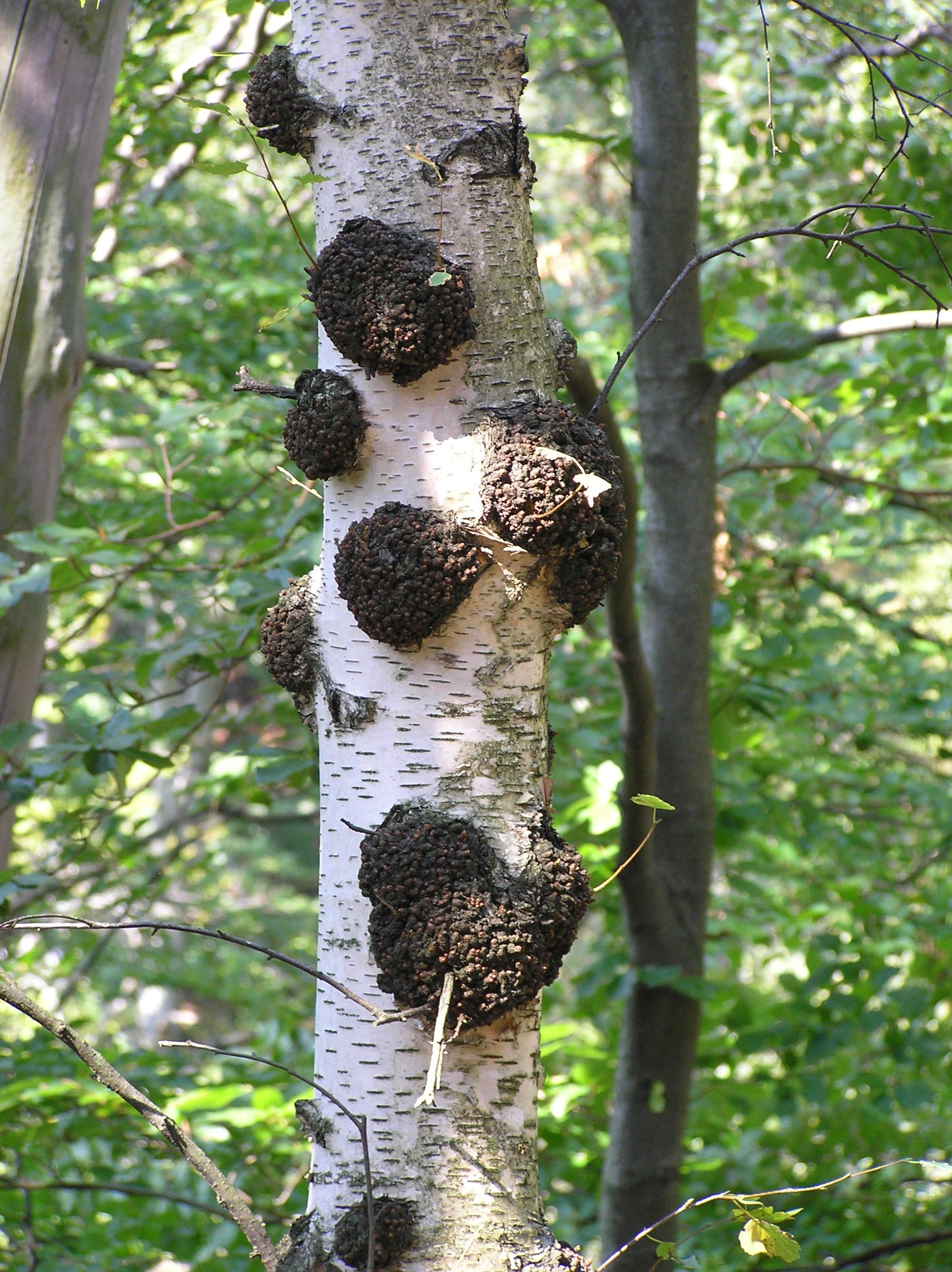